# Medveállatkák
A medveállatkák (Tardigrada) az ősszájúak (Protostomia) közé tartozó vedlő állatok (Ecdysozoa) főtörzsének egyik törzse több mint 1300 ismert fajjal. Közeli rokonságban állnak az ízeltlábúakkal, de több tulajdonságuk eltér. Testüket kemény kutikulapáncél fedi, és azt hidrosztatikus váz feszíti ki. Ragadozó és növényevő fajaik is vannak.
Magyarországon kb. 100 fajuk él.
A medveállatkákról az első feljegyzéseket J.A. Goeze készítette 1773-ban és „kis vízimedvéknek” nevezte el őket. A Tardigrada tudományos nevet Spallanzani adta neki 1776-ban, a név jelentése „lassan lépkedő”.
A törzs teljes genomját először 2015-ben a University of North Carolina munkatársai szekvenálták. A kutatás során – mint később kiderült, tévesen – felfedezni vélték, hogy teljes génállományának csaknem 17 százaléka származik idegen élőlények – leginkább baktériumok, gombák és archeák – genomjából, mely kiemelkedően magas az állatvilágban. Később más kutatók tévesnek mondták, majd meg is cáfolták ezt az adatot, miszerint valójában a valódi érték kevesebb, mint egy tizede a korábban állítottnak. A pontatlanságot valószínűleg a medveállatka külső páncélrétegén, valamint testén belül lévő baktériumok okozhatták, a kutatók ezeket is a medveállatka génállományaként vizsgálták.

## Elterjedésük
Világszerte előfordulnak, a Himalája 6000 méter feletti csúcsain, a tengerek 4000 m-nél is mélyebb területein éppúgy megtalálhatók, mint a sarkvidékeken vagy az Egyenlítő környékén.

## Leírása, felfedezése

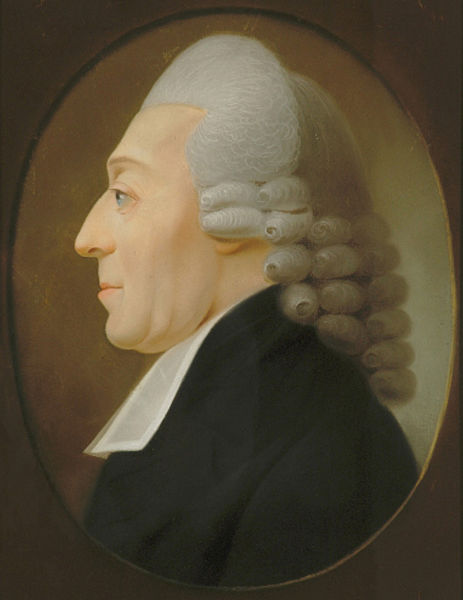
Johann August Ephraim Goeze

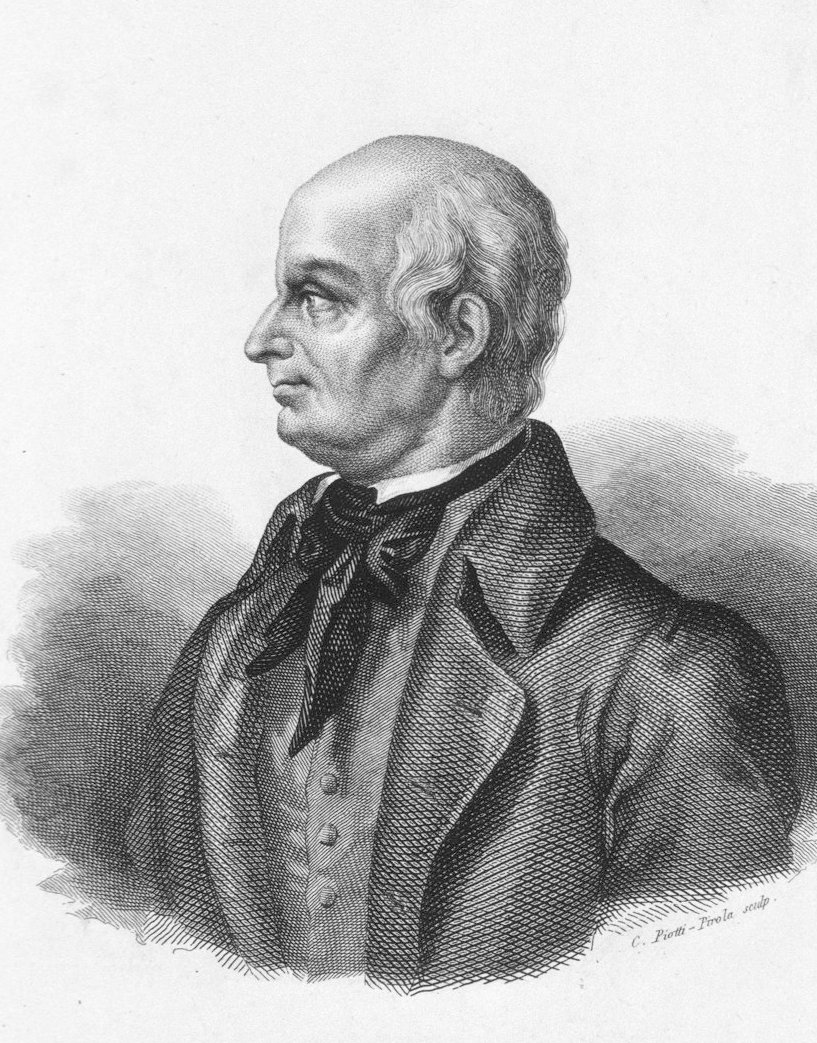
Lazzaro Spallanzani

Johann August Ephraim Goeze német biológus fedezte fel, tőle ered a kleiner Wasserbär azaz kicsi vízi medve elnevezés. A latin nevét Lazzaro Spallanzanitől kapta Tardigrade(lassú járó)

## Megjelenésük, felépítésük
Méretük 0,2-től 1,5 mm-ig terjed; többségük fél milliméternél rövidebb. Hengeres, zömök testük fejből és 4 törzsszelvényből áll. A szelvényekhez 1-1 pár csonkláb tartozik, ezek végén 4-8 karom ül. A testüket borító kutikula kitint, mukopoliszacharidokat, fehérjéket és lipideket tartalmaz. Lehet sima felületű vagy mintázott, víz hatására könnyen megduzzad. Annyira vékony, hogy átlátszó: látni engedi az állatka belső szerveit.
Szájnyílásukban két miniatűr állkapcsi mészszurony (stylet) foglal helyet. A szuronyok valószínűleg az első szelvények karmaiból fejlődtek ki. Vedlés után a nyálmirigy pótolja őket, a karmokat pedig a karommirigyek. Izomzatuk egysejtű izomszálakból, idegrendszerük egy hátoldali agydúcból és az ehhez csatlakozó hasdúcláncból áll. Az első három pár lábukat járásra, az utolsó párt kapaszkodásra használják. Keringésük és légző szervrendszerük nincs, gyomruk és belük viszont van – a salakanyagokat Malpighi-edényekkel választják ki. Pseudocoel testüregüket színtelen folyadék tölti ki.

## Életmódjuk, élőhelyük
Leggyakoribb életterük a zuzmók és mohák életközösségei, de a világ bármely pontján fellelhetők, így homokdűnékben, mocsarakban, gleccserekben, kőfalakon, háztetőkön, óceáni üledékekben, hőforrásokban, radioaktív hőforrásokban, forró kénforrásokban, jég alatt, tengerparton, tengerben, édesvízben, ahol akár elérhetik a 25 000 állat/liter sűrűséget is (miközben az édesvízi és a tengeri fajok száma is csekély).
Időről időre levedlik régi kutikulájukat, ilyenkor a szájukban található mészszuronyokat és a lábaik végén ülő karmokat is elveszítik. Egyes fajok nőstényei a levedlett bőrben helyezik el petéiket.
Többnyire növényi nedveket szívogatnak, de előfordulnak köztük baktériumokat zsákmányolók, paraziták és egyéb ragadozók is. A Milnesium tardigradum például ragadozó. Vannak, amelyek korhadékevők, vagy olyanok, amelyek más medveállatkákkal táplálkoznak. Minden szerves anyag táplálék a számukra.
A szájnyílásukból kilökhető mészszuronyokkal szúrják föl a sejteket, ezek nedveit izmos garatjukkal szívják ki.

### Szaporodásuk
A fajok többsége váltivarú, megtermékenyítésük belső, fejlődésük közvetlen (lárvaalak nincs). Sokuknál még nem találtak hím egyedet, ezek a fajok szűznemzéssel (önmegtermékenyítés) szaporodnak. 1-30 petét rakhatnak, amelyek 0,05 mm átmérőjűek. A legtöbb faj egyenként rakja le petéit különböző növényekre. A mohákon élő fajok petéi fogazottak, ami megakadályozza, hogy az esővíz lesodorja őket.

### Medveállatkák a szélsőséges környezetekben
Hihetetlen túlélők, a Föld legellenállóképesebb élőlényei. Tökéletesen alkalmazkodtak minden környezettípushoz. Kedvezőtlen körülmények között cisztát (védőburok) képezhetnek, vagy a kriptobiózis állapotába kerülhetnek.
Cisztaképzésnél a vízvesztés miatt kisebbé vált állat testéről a kutikula leválik, és tokot képez a test körül. Eközben a bőr köré vastag, új kutikula képződik. Ebben az állapotban nem viselik el a magas hőmérsékletet, viszont akár egy évig is kibírhatják táplálék nélkül.
Kriptobiózis során testüket viasszal vonják be, lábaikat behúzzák, és hordó alakot vesznek fel. Anyagcseréjük ilyenkor a normálisnak kevesebb, mint 0,01%-ára, oxigénigényük 6 századrészére, testük térfogata pedig 50%-ára csökken. Nedvességtartalmuknak akár 99%-át is elveszíthetik. A szinte teljesen kiszáradt szervezetben nem tudnak megtelepedni a vírusok, baktériumok és a szövetkárosító gombák, mivel ezeknek nedvesség kell. Ebben az állapotukban sok trehalózt tartalmaznak – ez a cukorfajta általában jellemző a kiszáradást tűrő állatokra – ez helyettesíti a sejtmembránokban a vízmolekulákat. A medveállatkák életműködései felfüggesztődnek; ebben a formában élelem és víz nélkül akár 100 évig is életben maradhatnak. Ha újra nedvesség éri őket, néhány percen vagy néhány órán belül újra aktívvá válnak.[forrás?]
- Hőmérséklet: a medveállatkák kibírják a fagyást. A fagyás azért veszélyes, mert a testben lévő vízmolekulák kikristályosodnak, és a hegyes jégkristályok szétroncsolják a szerveket. De a medveállatkák testében olyan fehérjék vannak, amelyek felgyorsítják a fagyás folyamatát. Így a lassan képződő hegyes jégkristályok helyett sok apró kristály keletkezik, melyek már nem képesek a sejtek szétroncsolására.

A medveállatkákkal nagyon sok kísérletet végeztek, hogy megfigyeljék ellenállóképességüket. 100 °C-os levegőn 6 óráig is kibírják, 151 °C-os forró levegőn néhány percig. 20 hónapig életben maradnak −200 °C-ra lefagyasztva, és néhány percig kibírják −272 °C-on, amely megközelíti az abszolút nulla fokot. Folyékony nitrogénben (−196 °C), és folyékony héliumban (−270 °C) sem pusztulnak el. Elviselik, ha 15 perc alatt −190 °C-ról 151 °C-ra melegítik őket. Túlélik a forrásban lévő vízben, és a forrásban lévő alkoholban való fürdetést.
- Sugárzás: Raul M. May, a Párizsi Egyetem dolgozója mutatta be, hogy az állat egyes példányai túlélték az 570 000 rad röntgensugárzást.[10] (Az emberi szervezet 500 rad sugárzás hatására halálos sérüléseket szenved.) Túlélik a földi ultraibolya sugárzás 1000-szeresét, a gamma-sugárzást, és a rendkívül erős elektromágneses sugárzást is. Túlélik az elektronmikroszkópos elektronbombázást is.
- Nyomás: rendkívül jól bírják a nagyon magas és a nagyon alacsony nyomást. A földi légköri nyomás 300-szorosát, a tenger legmélyebb pontján lévő nyomás hatszorosát képesek elviselni. Vákuumban, vagyis légüres térben, teljes oxigénhiányban 7 hónapig is életben maradnak.
- Világűr: 2007 szeptemberében az Európai Űrhivatal a svéd Kristianstadti Egyetem vezetésével Kazahsztánból két fajhoz tartozó medveállatkát, a Richtersius coronifer-t és a Milnesium tardigradum-ot lőtte fel a világűrbe az orosz Foton M3-as űrszondán. A medveállatkák a kriptobiózis állapotában voltak. Az űrszonda 270 km magasan keringett a Föld körül 10 napig. Amikor visszajött, a kutatók vízbe helyezték a medveállatkákat, hogy feléledjenek. 68%-uk túlélte a szabad világűrbe való kibocsátást bármiféle védőfelszerelés nélkül, és utána még szaporodtak is.[11][12]

A világűrben egyszerre kellett elviselniük a −270 °C-ot, a légüres teret, a teljes oxigénhiányt, a kozmikus sugárzást, és a földi ultraibolya sugárzás 1000-szeresét. Az ultraibolya sugárzás sterilitást okoz, a DNS-t erősen roncsolja, de a medveállatkák még ennek ellenére is képesek voltak szaporodni. Valószínű, hogy ki tudják javítani a saját DNS-üket ért károsodást. A kísérlet előtt eddig csak bizonyos baktériumokról tudták, hogy életben maradnak a világűrben, de most kiderült, hogy bonyolultabb szervezet is képes erre.
Egy másik kísérlet alkalmával először 8 napon át vákuumban tartották őket, utána 3 napig szobahőmérsékleten héliumgázban, majd néhány órára lefagyasztották őket −272 °C-ra. Feléledtek, amikor újra szobahőmérsékletre kerültek.
- Mérgező anyagok: ellenállnak mérgező gázoknak: metil-bromidnak,[14] szén-dioxidnak, hidrogén-szulfidnak[15] is. Túlélik a savakban, oldószerekben való fürdetést.[16]